# Aphelinoidea turanica
Aphelinoidea turanica är en stekelart som beskrevs av S. Trjapitzin 1995. Aphelinoidea turanica ingår i släktet Aphelinoidea och familjen hårstrimsteklar. Inga underarter finns listade i Catalogue of Life.